# Parapronoe crustulum
Parapronoe crustulum är en kräftdjursart. Parapronoe crustulum ingår i släktet Parapronoe och familjen Pronoidae. Inga underarter finns listade i Catalogue of Life.